# Kościół Wotywny w Wiedniu

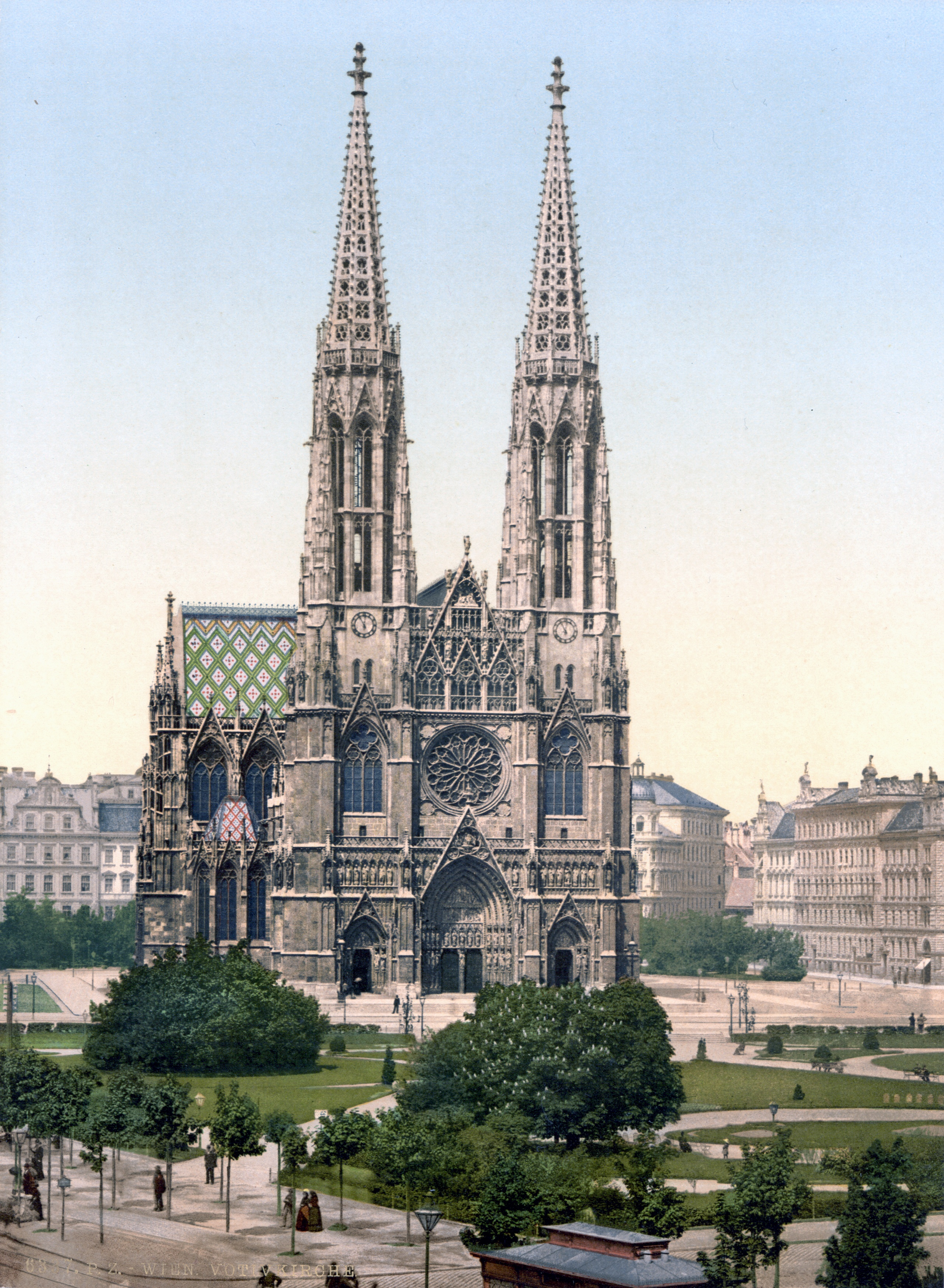
Kościół Wotywny w 1900 r....

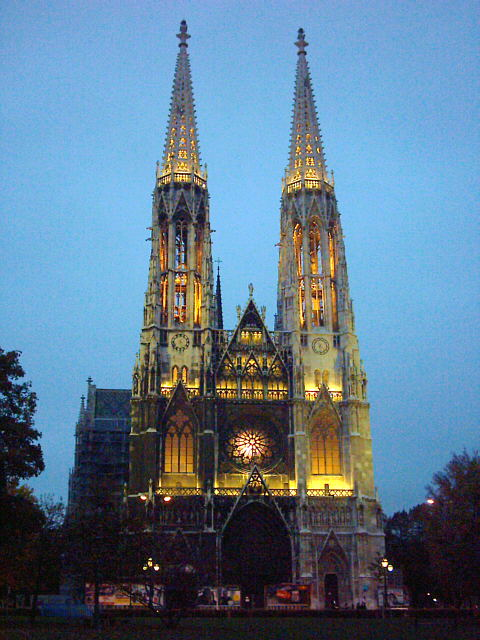
... i dziś

Kościół Wotywny (niem. Votivkirche) – neogotycki kościół z XIX wieku znajdujący się w Wiedniu, przy głównym bulwarze miasta – Ringu.

## Historia
Został zbudowany w latach 1855-1879, na wzór francuskich katedr gotyckich z XIII wieku, na polecenie arcyksięcia Maksymiliana, późniejszego cesarza Meksyku. Świątynia upamiętnia cudowne ocalenie cesarza Franciszka Józefa I z zamachu, którego usiłował dokonać anarchista Libeny.
Tak ważna dla wiedeńczyków inwestycja wymagała jak najlepszego projektu. Śladem za kościołem św. Mikołaja w Hamburgu zorganizowano konkurs. Udział w nim wzięło ponad 70 architektów, gł. z Austrii, Prus, a także Śląska. Dnia 7 VII 1855 ogłoszono werdykt. Pierwsza nagroda została przyznana młodemu Austriakowi Heinrichowi von Ferstelowi, twórcy m.in. innych wiedeńskich budowli; nowego gmachu uniwersytetu, pałacu arcyksięcia Ludwiga Viktora oraz kościoła Zbawiciela w Bielsku-Białej.
Wyróżnienia przypadły takim osobowościom jak: Vincenz Statz, Friedrich Schmidt, Georg Gottlob Ungewitter oraz Alexis Langer ze Śląska.
Koszt budowy pokryto dzięki subskrypcji rozpisanej w 1853 r., w której wzięło udział ponad 300 000 obywateli. Poświęcenie kościoła miało miejsce w roku 1879.
Nadzór nad pracami przy fundamentach kościoła sprawował absolwent wiedeńskiej politechniki, Polak – Ludwik Wierzbicki.
Od 1862 do 1918 Votivkirche był wojskowym kościołem garnizonowym Wiednia.

## Architektura
Architekt Heinrich von Ferstel, chcąc wyrazić katolicki charakter kościoła, w pełni świadomie nawiązał do form charakterystycznych dla gotyckich katedr francuskich i niemieckich. Powstała okazała, trójnawowa bazylika z transeptem i wielobocznie zamkniętym prezbiterium i dwuwieżową fasadą. Kościół ozdobiony został bardzo bogatym detalem architektonicznym: sterczynami, pinaklami, kwiatonami, szczytami, maswerkami i łukami odporowymi. Kościół nakryty jest wysokimi dachami dwuspadowymi pokrytymi glazurowaną kolorową dachówką, analogiczną do dachów katedry wiedeńskiej, ułożoną w geometryczne wzory. Choć każda elewacja zawiera silny ładunek estetyczny, największe wrażenie wywiera fasada; dla ukazania monumentalności, budowla została poprzedzona dużym placem przylegającym do Ringu. Trzyosiową fasadę cechuje gotycki wertykalizm, co podkreślają dwie strzeliste (99 m) wieże, zwieńczone ażurowymi hełmami. Oś środkowa zdradza recepcję sztuki francuskiej, ponad kruchtą umieszczono rozetę. Do wnętrza prowadzą bogato zdobione portale, trzy w fasadzie frontowej ozdobione rzeźbami postaci biblijnych i patronów krajów Monarchii Austriackiej oraz scenami Zwiastowania i Zmartwychwstania. Treść zawarta w tympanonach portalów transeptu odnosi się do Boga Ojca i Ducha Świętego.

## Wnętrze
Wśród licznych neogotyckich elementów wyposażenia należy wymienić przeniesione tutaj wcześniejsze dzieła – marmurowy pomnik nagrobny hrabiego Niklasa Salma (zm. 1530), dowódcy obrony Wiednia podczas oblężenia przez wojska tureckie w 1529 oraz XV-wieczny, późnogotycki ołtarz w formie tryptyku, wykonany w Antwerpii przedstawiający sceny Pasji Chrystusa.

## Galeria

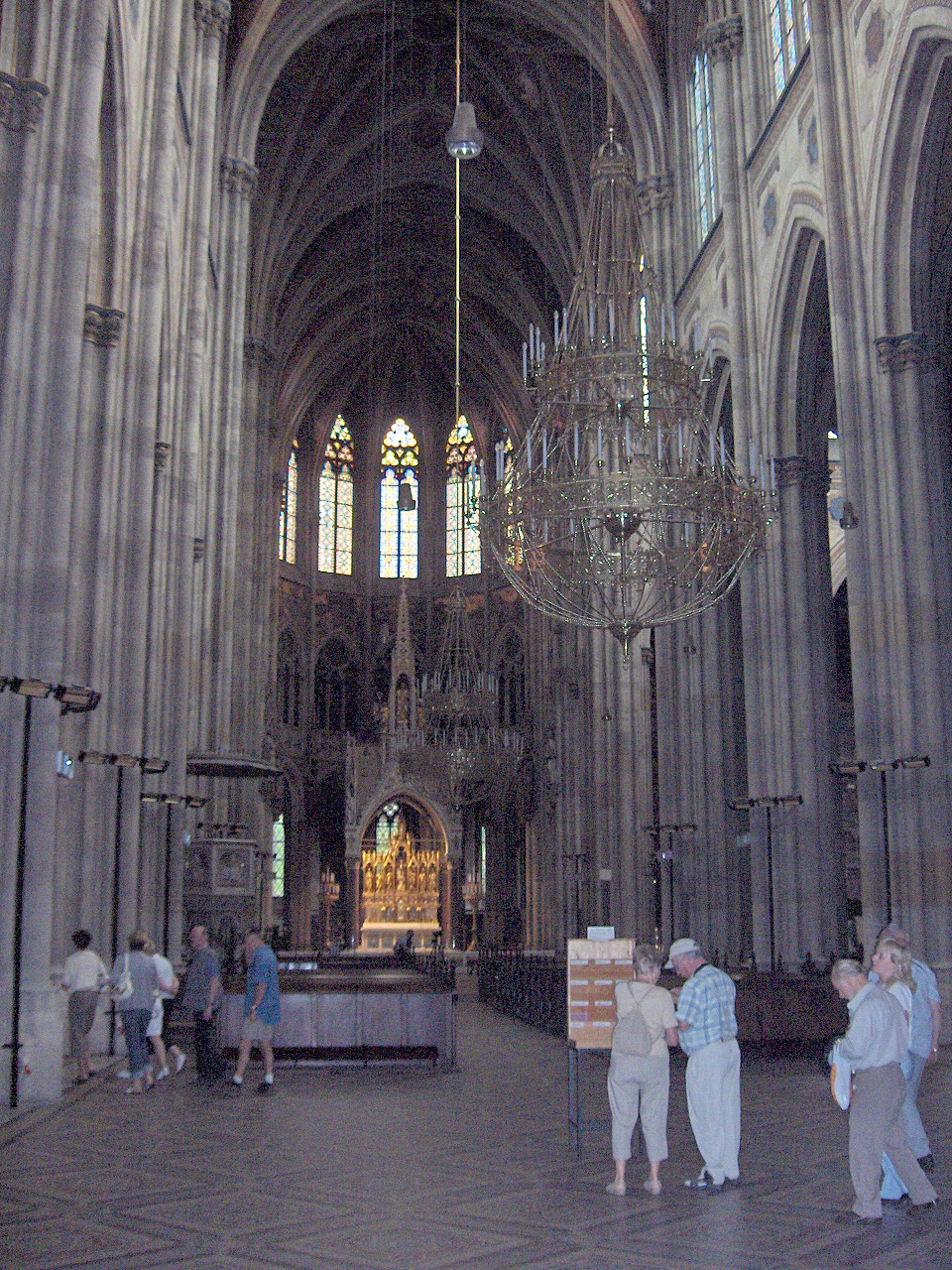
Wnętrze kościoła
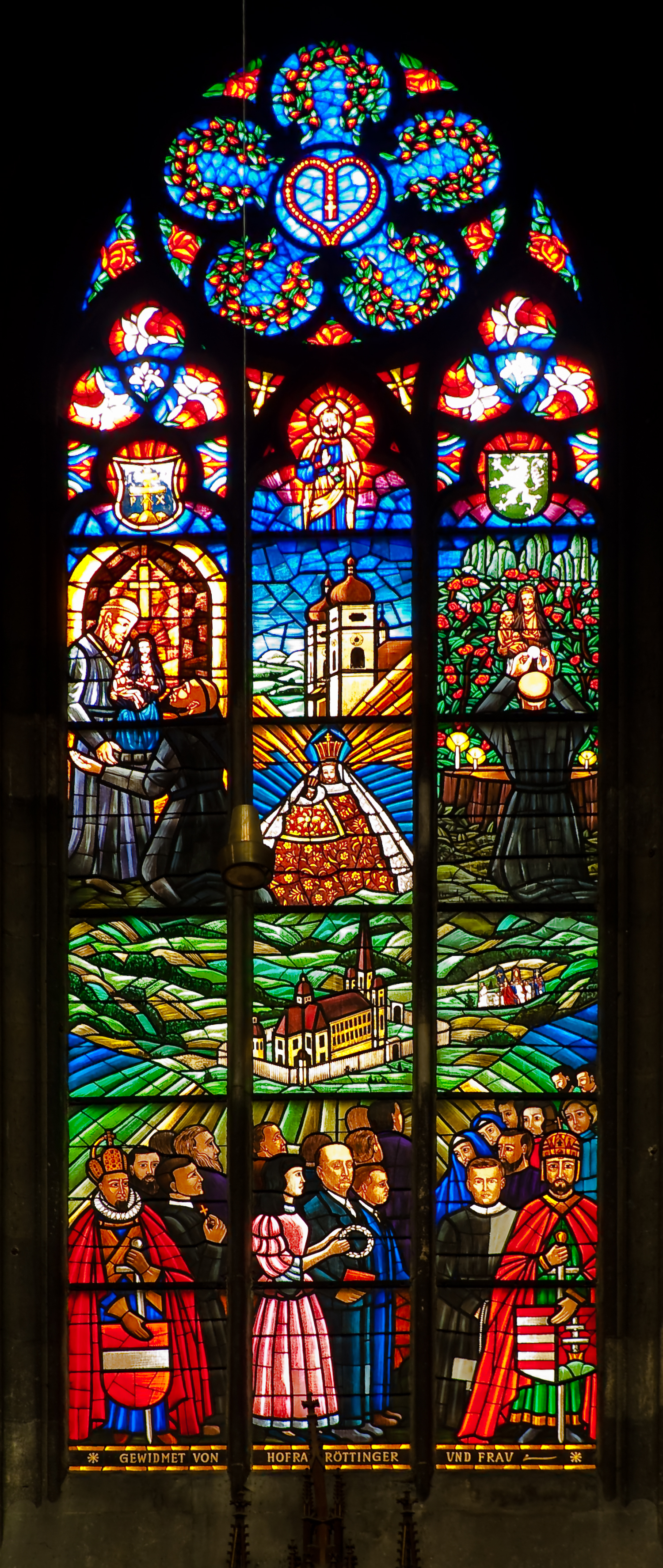
Witraż w kościele